# Tetragramma donaldtrumpi
Tetragramma donaldtrumpi — викопний вид морських їжаків, названого на честь Дональда Трампа. Рештки походять із ранньої крейди Техасу.